# Trisztán és Izolda

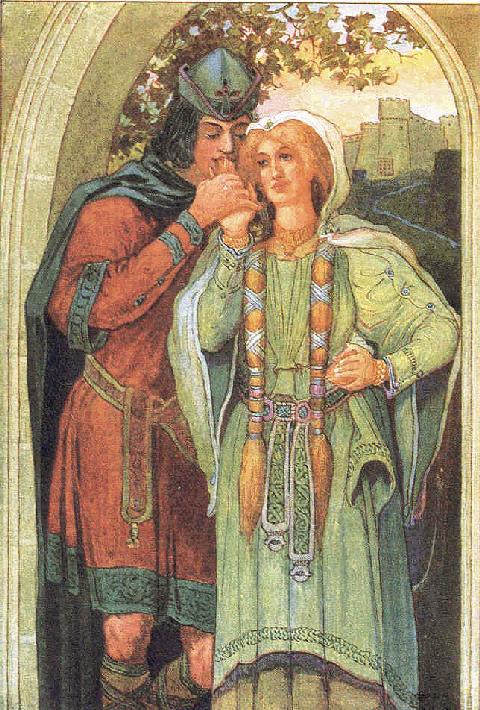
Louis Rhead (1858-1926): Trisztán úr és a szép Izolda elválása

Trisztán és Izolda legendája középkori romantikus tragédia, a lovagi irodalom egyik leghíresebb alkotása. Számos változata ismert, de mindegyik középpontjában Trisztán cornwalli lovag és Izolda ír hercegnő tiltott szerelme áll. A mű első, XII. századi megjelenése után nagy hatással volt a középkor európai irodalmára és művészetére.

## A legenda
A cselekmény legősibb formáiban két XII. századi francia szerző, Britanniai Tamás és Béroul műveiben maradt fenn. Ezek még nagyban hasonlítottak az eredeti kelta történetre. A későbbi változatok azonban nem ezekből, hanem a kb. 1240-es prózai Trisztánból származnak – utóbbi jelentősen különbözik Tamás és Béroul meséitől. Ennek ellenére ez lett a népszerű középkori forma, és ez szolgálta az alapot az angol író, Thomas Malory Le Morte d’Arthur című könyvéhez is (kb. 1469).
Trisztán jelleme és élete költőről költőre változik. Még a neve helyesírása sem egységes, noha a legtöbb műben Trisztánként szerepel. A Béroul-féle változatban a lovag ugyanolyan erős és bátor, mint bármely más harcos, de fortélyokra támaszkodik, és nem tartja be a lovagi ideál szabályait.
Trisztán Írországba megy, hogy visszavigye onnan magával a szép Izoldát a cornwalli királynak, Márknak feleségül. Útközben véletlenül szerelmi bájitalt fogyasztanak, amitől a pár forró szerelembe esik három évre. Noha Izolda feleségül megy Márk királyhoz, Trisztán a bájital kényszerétől a házasságtörés minden alkalmát megragadja. A tipikus artúri nemesi karakter ilyen tettektől szégyenletes lenne, de a bájital terhe fölmenti Trisztánt és Izoldát bűneik alól – így Béroulnál ők is áldozatok. A királyi tanácsadók többször megpróbálnak bizonyítékot találni a házasságtörésre, de a szerelmesek újra és újra cselekkel kikerülik ezek megadását. Végül a bájital hatása elmúlik, és a pár szabadon választhat, hogy akarják-e folytatni ezt az életmódot, avagy sem. Béroul befejezése homályos, nem úgy, mint kortársánál, Chrétien de Troyesnál, aki a legendát némi misztikával is kiegészítette.
Nála Trisztán Cornwallból Írországba költözik, hogy megkérje Izolda kezét Márk számára. Miután legyőzi az országot pusztító sárkányt, kiválasztják Izolda kíséretére. A hazafelé vezető úton véletlenül elfogyasztják az Izoldának és Márknak az ír királyné által előkészített szerelmi bájitalt.
Szerelmi háromszög alakul ki: Trisztán tiszteli és elismeri Márkot mentoraként és fogadott apjaként; Izolda hálás Márknak nagylelkűségéért; és végül Márk fiaként szereti Trisztánt, valamint feleségeként Izoldát.

## Magyarul
- Joseph Bédier: Trisztán és Izolda. Regény; ford. Pongrácz Árpád; Kultúra, Budapest, 1920 (Híres szerelmesek regényei)
- Joseph Bédier: Trisztán és Izolda regéje; ford., utószó Pap Gábor; Új Magyar Kiadó, Budapest, 1956
- Thomas: Trisztán és Izolda; ford. Képes Júlia, jegyz., utószó Szabics Imre; Helikon–Európa, Budapest, 1983
- Trisztán és Izolda. Újra elmondja Günter de Bruyn; ford. Soltész Gáspár; Gondolat, Budapest, 1979
- Thomas: Trisztán és Izolda; ford., előszó, jegyz. Képes Júlia; Talentum–Akkord, Budapest, 2000 (Talentum diákkönyvtár)
- Thomas: Trisztán és Izolda; ford., jegyz. Képes Júlia, előszó Szabics Imre; új, bőv. kiad.; Talentum–Akkord, Budapest, 2001 (Talentum diákkönyvtár)
- Richard Wagner: Tristan és Isolde. Cselekmény három felvonásban, 1865. Szövegkönyv a motívumok feltüntetésével; ford. Jánszky Lengyel Jenő, sajtó alá rend., motívumok, kottapéldák összeáll. Király László és Molnár Eszter; Wagner Ring Alapítvány, Budapest, 2013
- Borka Zuzsanna: Trisztán és Izolda regéje. Rímes barangolás; Kornétás, Budapest, 2014
- Gottfried von Strassburg: Tristan; ford., utószó, jegyz. Márton László; Borda Antikvárium, Zebegény, 2013